# Ovobopyrus alphezemiotes
Ovobopyrus alphezemiotes är en kräftdjursart som beskrevs av Clements Robert Markham1985. Ovobopyrus alphezemiotes ingår i släktet Ovobopyrus och familjen Bopyridae.
Artens utbredningsområde är Mexikanska golfen. Inga underarter finns listade i Catalogue of Life.